# NGC 7806
NGC 7806 is een spiraalvormig sterrenstelsel in het sterrenbeeld Pegasus. Het hemelobject werd op 9 oktober 1790 ontdekt door de Duits-Britse astronoom William Herschel.

## Synoniemen
- UGC 12911
- KCPG 602B
- MCG 5-1-25
- VV 226
- ZWG 499.37
- Arp 112
- ZWG 498.65
- PGC 112